# ウォールフラワー (映画)
『ウォールフラワー』（原題: The Perks of Being a Wallflower）は、スティーブン・チョボスキーの小説『ウォールフラワー』を原作としたアメリカの青春映画である。監督は著者であるチョボスキー自身が務め、ペンシルバニア州ピッツバーグ近郊で2011年5月9日から6月29日まで撮影された。アメリカでの公開は2012年9月14日。

## キャスト
※括弧内は日本語吹替。ウォールフラワー (小説)#登場人物も参照。
- チャーリー - ローガン・ラーマン（林勇）
トラウマを抱えた高校1年生。
- サム - エマ・ワトソン（藤井ゆきよ）
最上級生。チャーリーの憧れの美少女。
- パトリック - エズラ・ミラー[4]（勝杏里）
最上級生。サムの義理の兄。ゲイ。
- メアリー・エリザベス - メイ・ホイットマン（堀井千砂）
最上級生。チャーリーの初めての彼女。
- アンダーソン先生 - ポール・ラッド（北田理道）
チャーリーの国語の教師。劇作家。
- キャンディス - ニーナ・ドブレフ
チャーリーの姉。最上級生。
- ブラッド - ジョニー・シモンズ[4]（櫻井トオル）
アメフト部。パトリックの同性の恋人。
- アリス - エリン・ウィルヘルミ（英語版）（松浦裕美子）
- チャーリーの母親 - ケイト・ウォルシュ
- チャーリーの父親 - ディラン・マクダーモット[5]
- ヘレン叔母さん - メラニー・リンスキー
チャーリーが幼い頃に交通事故で亡くなっている。
- バートン医師 - ジョーン・キューザック（喜代原まり）
チャーリーの主治医。
- スーザン - ジュリア・ガーナー

## 製作

### 企画
映画制作会社ミスター・マッド（Mr. Mudd,『JUNO/ジュノ』の製作会社）は原作の著者スティーブン・チョボスキーに映画化を提案し、製作者ジョン・マルコヴィッチ、リアン・ハルフォンとラッセル・スミスは映画用脚本製作と製作指示のためスティーブン・チョボスキーを雇った。2010年、俳優ローガン・ラーマンとエマ・ワトソンが出演交渉していると報道された。
2011年1月、サミット・エンターテインメントが配給権を獲得した。その年の2月、ラーマンとワトソンはチャーリー役とサム役として出演すると認めた。同じ月に、サミットはヨーロッパの映画業界でのスポンサーをベルリン国際映画祭で求めた。2011年4月、メイ・ホイットマンがメアリー・エリザベス役で、ニーナ・ドブレフがキャンディス役で出演すると発表。ポール・ラッドが5月にビル役で出演すると発表した。2011年5月9日、ケイト・ウォルシュが自身のTwitterを通じ、チャーリーの母親役で出演し、すでに撮影していると発表した。

### 撮影
この映画はピッツバーグ近郊で2011年5月9日から6月29日まで撮影された。映画冒頭の撮影はピッツバーグの監督スティーブン・チョボスキーの故郷であるアッパー・セント・クレアとピーター・タウンシップ高校を含むサウス・ヒルで行われた。
登場人物が『ロッキー・ホラー・ショー』のコスプレをするシーンはドーモントにあるThe Hollywood Theaterで撮影された。監督チョボスキーが幼い頃『ロッキー・ホラー・ショー』をその映画館で見たことがあり、再オープンになると監督が聞きつけ、撮影のため貸切にした。

### 公開
本映画はアメリカでは2012年9月14日に公開された。

### レイティング
はじめ「10代の若者による薬物摂取と飲酒、いくつかの性的言及」のため「R」に指定されたが、のちに「大人向けの薬物摂取と飲酒、言葉による性的内容、および暴力的シーンが全て十代の若者によるもの」のため「PG-13」指定となった。

## エピソード
- エマ・ワトソンとローガン・ラーマンは、撮影の合間に『Octopus Jam（オクトパス・ジャム）』というバンドを組んでいたという。「私がボーカルでローガンが作曲担当。彼は私のために一曲書いてくれたの。とても楽しい時間を過ごせたわ。」と語っている[19]。
- ピッツバーグにて本作品を撮影していたエズラ・ミラーは、マリファナを所持していたために逮捕されている。罰金を払い釈放された後「マリファナは感性を高めてくれるものだし、吸っていることを隠そうと思わない」と発言している。
- エズラ・ミラーはインタビューにて「撮影中の数週間で、エマは僕の最も親しい友人（one of my dearest friends）の一人になったし、今後も永遠にこの友情が続くと思う。それに個人的には『ハリー・ポッター』のファンがこの映画を見て、エマはこんな事も出来るんだって驚くのがとても楽しみだ」と語っている[20]。

## サウンドトラック
1. It Could Be Another Change (The Samples)
2. Come On Eileen (デキシーズ・ミッドナイト・ランナーズ)
3. Tugboat (ギャラクシー500)
4. Temptation (ニュー・オーダー)
5. Evensong (The Innocence Mission)
6. Asleep (ザ・スミス)
7. Low (Cracker)
8. Teenage Riot (ソニック・ユース)
9. Dear God (XTC)
10. Pearly Dewdrops' Drops (コクトー・ツインズ)
11. Charlie's Last Letter (Michael Brook)
12. Heroes (デヴィッド・ボウイ)

## テレビ放送
| 回数 | テレビ局   | 番組名（放送枠名）         | 放送日         | 放送時間    | 放送分数 | 形態   | 視聴率 |
| ---- | ---------- | -------------------------- | -------------- | ----------- | -------- | ------ | ------ |
| 1    | フジテレビ | ミッドナイトアートシアター | 2017年11月21日 | 1:55 - 3:55 | 120分    | 字幕版 | 0.6%   |
| 1    | 日本テレビ | 映画天国                   | 2019年06月04日 | 1:59 - 3:59 | 120分    | 字幕版 | 1.8%   |

- 視聴率はビデオリサーチ調べ、関東地区・世帯・リアルタイム。